# Marie-Louise Néron
Pour les articles homonymes, voir Néron (homonymie) et Passerieu.
Marie-Louise Néron est le nom de plume de Marie-Louise Guénault (ou Marie Passerieu ou Madame Jean Bernard Passerieu), née le 17 novembre 1866 à La Trimouille et morte le 4 mars 1942 à Vineuil-Saint-Firmin, est une écrivaine et journaliste française.
Considérée comme une pionnière du journalisme de l'« human interest », elle formait, avec son mari Jean-Bernard, un couple de gens de lettres influents et témoins de leur temps.

## Biographie
Marie Louise Jeanne Eugénie Radegonde Guénault, fille d'Adrienne Néron, et de Louis Guénault, est née à La Trimouille le 17 novembre 1866. Elle étudie notamment au lycée de Tours. Elle épouse l'avocat et écrivain Jean-Bernard à Bagnères-de-Luchon le 4 janvier 1888, ce qui la conduira à signer, au civil, Marie Passerieu ou Madame Jean Bernard Passerieu.
En 1896, elle publie à Toulouse un premier roman, La Grisette de Saint-Cyprien, sous le nom de plume « Marie-Louise Néron », dans la collection de tante Rosalie. Il est publié en feuilleton dans Le Progrès de Seine-et-Oise du 9 novembre 1895 au 2 avril 1896.
À partir de décembre 1897, elle est une des journalistes importantes du journal féministe La Fronde, où elle rédige une chronique régulière. Han Ryner lui dédie en 1898 un chapitre dans son ouvrage Le Massacre des Amazones. Étude critiques sur deux cents bas-bleus contemporains.
Elle rejoint en 1899 la Société des journalistes parisiens. La même année, elle est nommée « officier d’académie » par le ministre des beaux-arts. Cette année-là, son roman Le Moulin du Père Gérôme est publié en feuilleton dans Le Journal de Confolens du 7 juin au 2 août 1891 et dans Le Confédéré du 10 septembre au 2 novembre 1892.
Sa comédie en un acte La Lune de miel parlementaire est représentée au théâtre La Bodinière à Paris le 4 mai 1899. Elle est publiée en 1900 dans la nouvelle bibliothèque de Motteroz, ainsi que dans le Journal de Fourmies en janvier et février 1900. Cette année-là, son nom est cité dans une liste de quarante femmes pressenties pour une Académie des femmes qui serait créée sur le modèle de l'Académie française.
Marie-Louise Néron arrête en janvier 1903 ses chroniques pour La Fronde afin de se consacrer à la direction de la revue Familia,. En 1907, elle hérite de la maison de sa mère appelée L’Ermitage, 6 rue des Sœurs à Vineuil-Saint-Firmin, où Chateaubriand a écrit le livre XXII du tome 2 de ses Mémoires d'outre-tombe. 
En 1914, son ouvrage Notes et impressions d'une Parisienne réunit plusieurs de ses articles, qui montrent son intérêt pour le journalisme de l'« human interest (en) », dont elle est considérée comme une pionnière.
Elle fait partie des membres de l'association L'Idée française à l'étranger, déclarée en décembre 1915, qui œuvre pour la défense des idées françaises à l'étranger. En 1917, elle s'implique dans le « Comité des dames » de cette association, qui a pour objectif d'entretenir les tombes des étrangers morts au service de la France et de s'occuper de leurs veuves et orphelins en France ou à l'étranger. Elle devient chevalière de la Légion d'honneur en 1919.
En 1927, elle contribue au journal La Rumeur, publié de 1927 à 1929, avec notamment Renée Dunan et Myriam Harry. Son roman La première Empreinte, publié en 1928 après une première publication en feuilleton dans La Revue mondiale sous le titre Le troublant Mystère d'avril à juin 1926, raconte une histoire de jalousie fondée sur la théorie scientifique, abandonnée depuis, de la télégonie,.
Marie-Louise Néron meurt le 4 mars 1942 à Vineuil-Saint-Firmin, elle est inhumée dans la tombe familiale du cimetière de cette commune.

## Famille
Marie-Louise Néron est la belle-nièce de Louis-Ariste, journaliste du Midi républicain. Elle est la petite-fille d'Eugénie Néron, née Villain, et morte à La Trimouille à 85 ans en mai 1903.
Elle se marie le 4 janvier 1888 à Bagnères-de-Luchon, la ville de sa mère, Adrienne Néron, avec l'avocat, écrivain et historien Jean-Bernard Passerieu.
Leur premier fils, Maxime, meurt en mai 1911. Leur deuxième fils, Alpi Jean-Bernard, avocat à la cour d'appel puis directeur général de la SACEM, exerce également une activité politique comme membre de plusieurs cabinets ministériels, dont le cabinet Delcassé.

## Œuvres

### Romans
- La Grisette de Saint-Cyprien, Toulouse, Collection de tante Rosalie, 1896.
- Le Moulin du Père Jérôme ou Gérôme, Paris, Société libre d'édition des gens de lettres, 1899, 320 p. (OCLC 458851380, lire en ligne).
- La première Empreinte, Paris, Marpon, 1928, 179 p. (OCLC 458851386, BNF 31009350, lire en ligne).

### Reportages
- Jean Bernard (préf. Marie-Louise Neron), La vie de Paris : 1899, Paris, A. Lemerre, 1900, 482 p. (OCLC 464041573, BNF 35604670, lire en ligne).
- avec Jean-Bernard, Le Voyage en Russie du Président Loubet, Paris, F. Juven, 1902, 482 p. (BNF 38732343).
- Notes et impressions d’une parisienne, Paris, Lemerre, 1914    (Wikisource), 304 p., lire en ligne sur Gallica.
- Chez Mlle Delasalle, La Fronde (journal), 4 juin 1902 (lire en ligne )

### Théâtre
- La Lune de miel parlementaire, comédie en un acte, Paris, Librairies-imprimeries réunies, 1900, 46 p. (BNF 38766629).
- « Influenzé par sa belle-mère, monologue en prose », Le Cri-Cri, bibliothèque théâtrale, Paris, J. Strauss, no 73,‎ 1890, p. 2-3 (BNF 31009346, lire en ligne).

### Nouvelles
- La femme du condamné, Le Publicateur de Béziers, 18 juillet 1890.
- L'enfant du Père Lachaise, Gazette du Valais (no 35), 2 mai 1891, 2 p. (lire en ligne).
- La Chanson de Poutou, Le Petit Républicain du Midi, 20 septembre 1891.
- La Robe de la poupée, Le Petit Républicain du Midi, 25 juin 1892.
- Lyan-Néron, Les diamants de Cérisolles, Le Petit Troyen, 18 août au 12 novembre 1907 (lire en ligne).
- Lyan-Néron, Le Crime d’Orbans, Le Radical, 2 avril au 10 aout 1908 (lire en ligne).

## Distinctions
- Officier d'académie (1899)
- Chevalière de la Légion d'honneur (1919)